# Ondřej Štěpánek
Ondřej Štěpánek (ur. 28 listopada 1979 w m. Brandýsie nad Labem-Starej Boleslavi) – czeski kajakarz, dwukrotny medalista olimpijski, wielokrotny mistrz świata.
Zdobywca srebrnego medalu w igrzyskach olimpijskich w Pekinie w 2008 roku oraz brązowego cztery lata wcześniej w Atenach w parze z Jaroslavem Volfem w slalomie. 
Jest siedmiokrotnym medalistą mistrzostw świata w slalomie (1999-2010), w tym pięciokrotnym mistrzem. Tytuł w C-2 zdobył w 2006 roku, a w drużynie triumfował w 1999, 2003, 2006 i 2007 roku.